# Tommaso Righi
Tommaso Righi (ur. 1727 w Rzymie, zm. 1802 w Warszawie) – włoski rzeźbiarz barokowy działający w Rzymie, jeden z późnych przedstawicieli sztuki baroku.
Jest autorem licznych dzieł w Rzymie, najbardziej znane z nich to zapewne pomnik nagrobny Carlo Pio Balestry w kościele Santi Luca e Martina na Forum Romanum (ale także: pomnik kardynała Camillo Paolucciego w kaplicy San Marcello al Corso, rzeźba ołtarzowa w kościele Santa Maria del Priorato, płaskorzeźba w Sali Cesarskiej Galerii Borghese).
Righi wyjechał z Rzymu do Warszawy w dniu 17 maja 1784 roku mając już 60 lat. W Warszawie przekazał list polecający nuncjuszowi papieskiemu. W sierpniu 1785 roku decyzją króla został wciągnięty na honorową listę członków Akademii św. Łukasza. Następnie działał w Wilnie i jego okolicach, gdzie wykonał płaskorzeźby na elewacji pałacu biskupów wileńskich w Werkach, a następnie w latach 1786-1790 przy ozdabianiu fasady wileńskiej katedry, w tym ozdabiając tympanon katedry stiukiem Ofiara Noego.
Po powstaniu nieporozumień z biskupem Massalskim, latem 1791 r. został zatrudniony na dworze króla Stanisława Poniatowskiego w Warszawie i jesienią przybył do Warszawy. Pracował w niej w latach 1792-1793 przy rzeźbiarskiej dekoracji letniej rezydencji króla w Łazienkach. Obok prac dekoracyjnych w pałacu, Righi wykonał zespół rzeźb zdobiących attyki amfiteatru na Wyspie: Tragedię i Komedię oraz szesnastu dramaturgów wg projektu Andre le Bruna. Rzeźby, wykonane w stiuku, nie zachowały się do naszych czasów, ale w parku stoją nadal odkute przez Righiego w piaskowcu posągi personifikujące rzeki Wisłę i Bug.

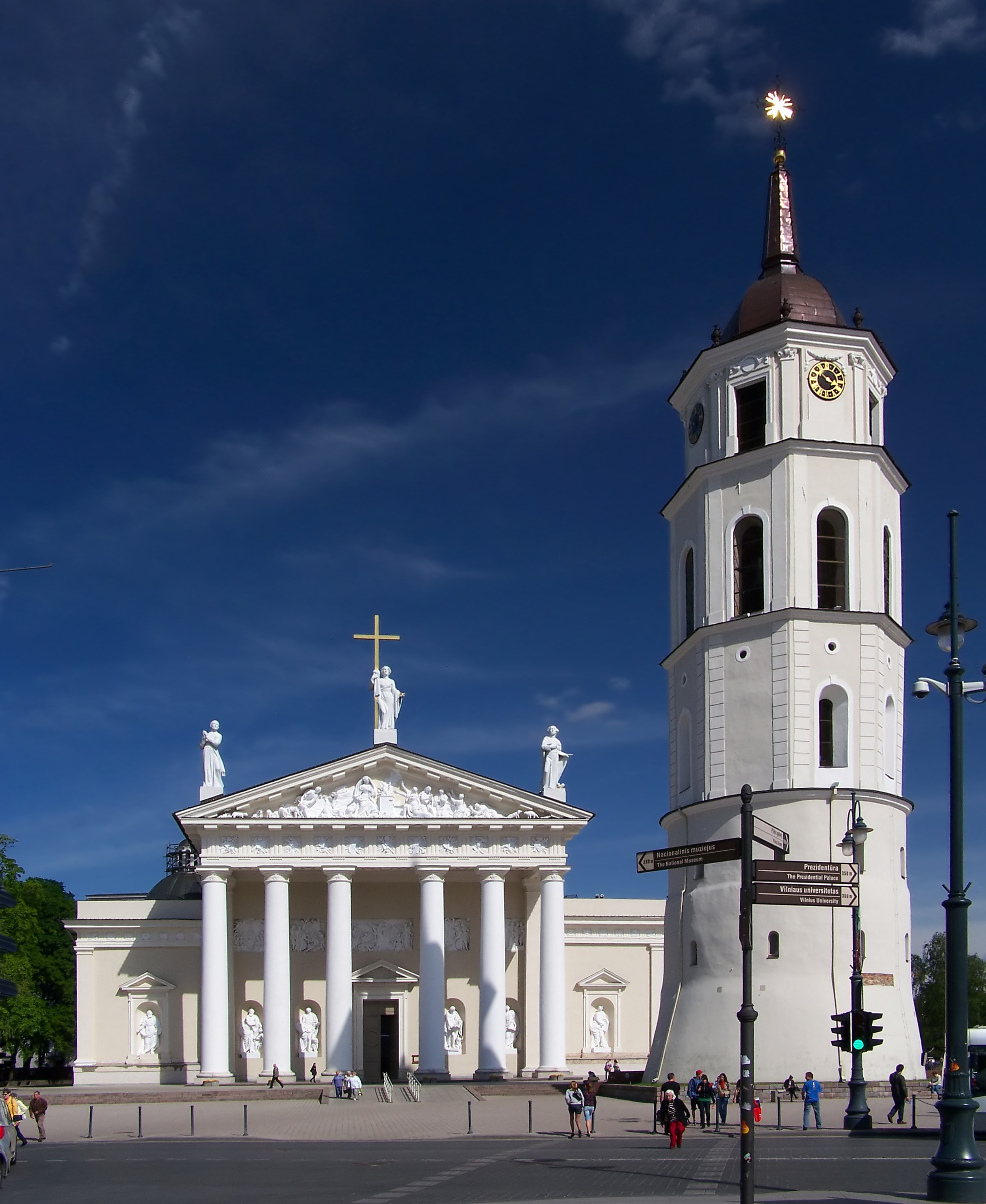
zachodnia fasada katedry w Wilnie
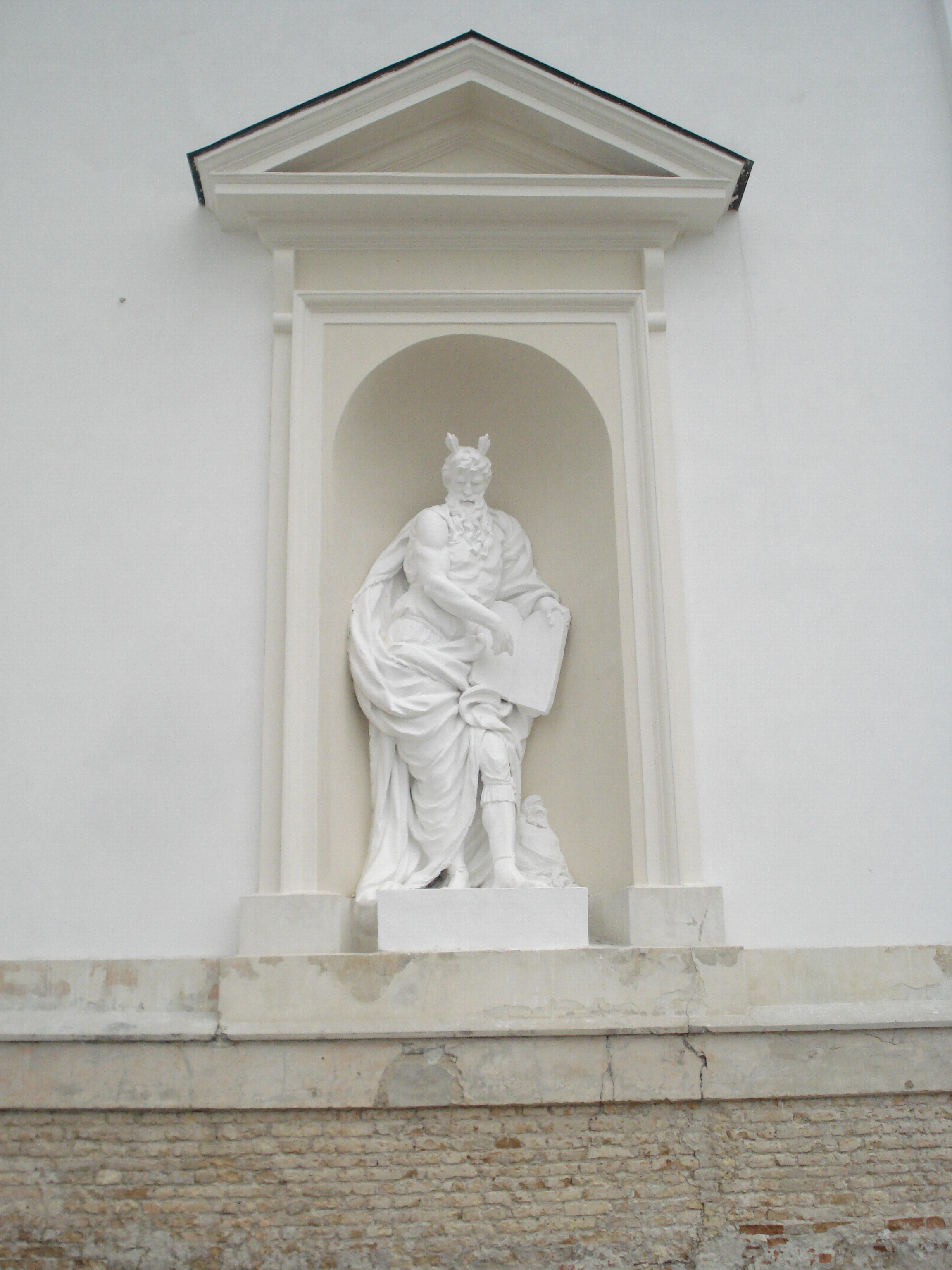
Fasada katedry w Wilnie: Mojżesz
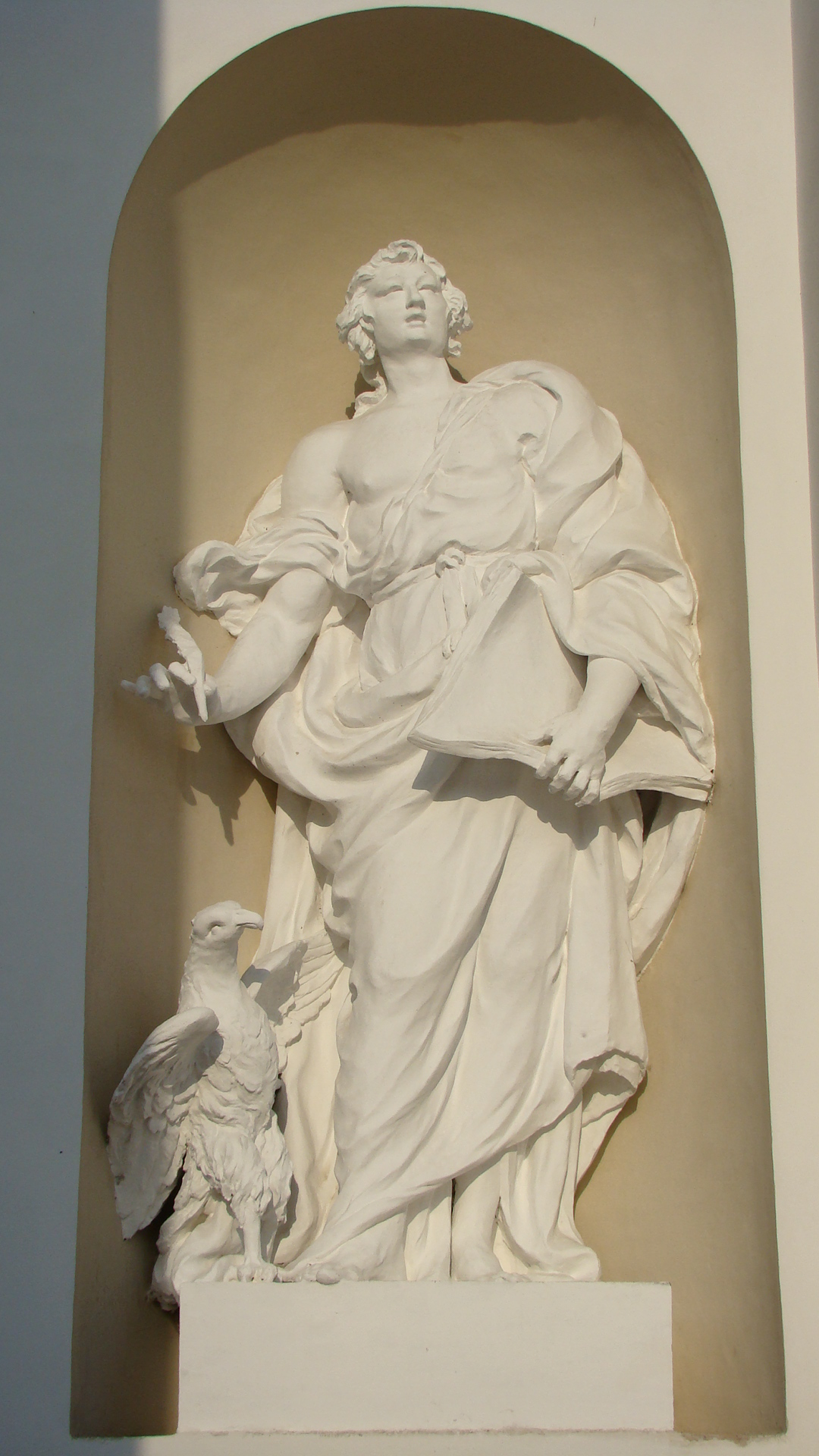
Fasada katedry w Wilnie: apostoł Jan
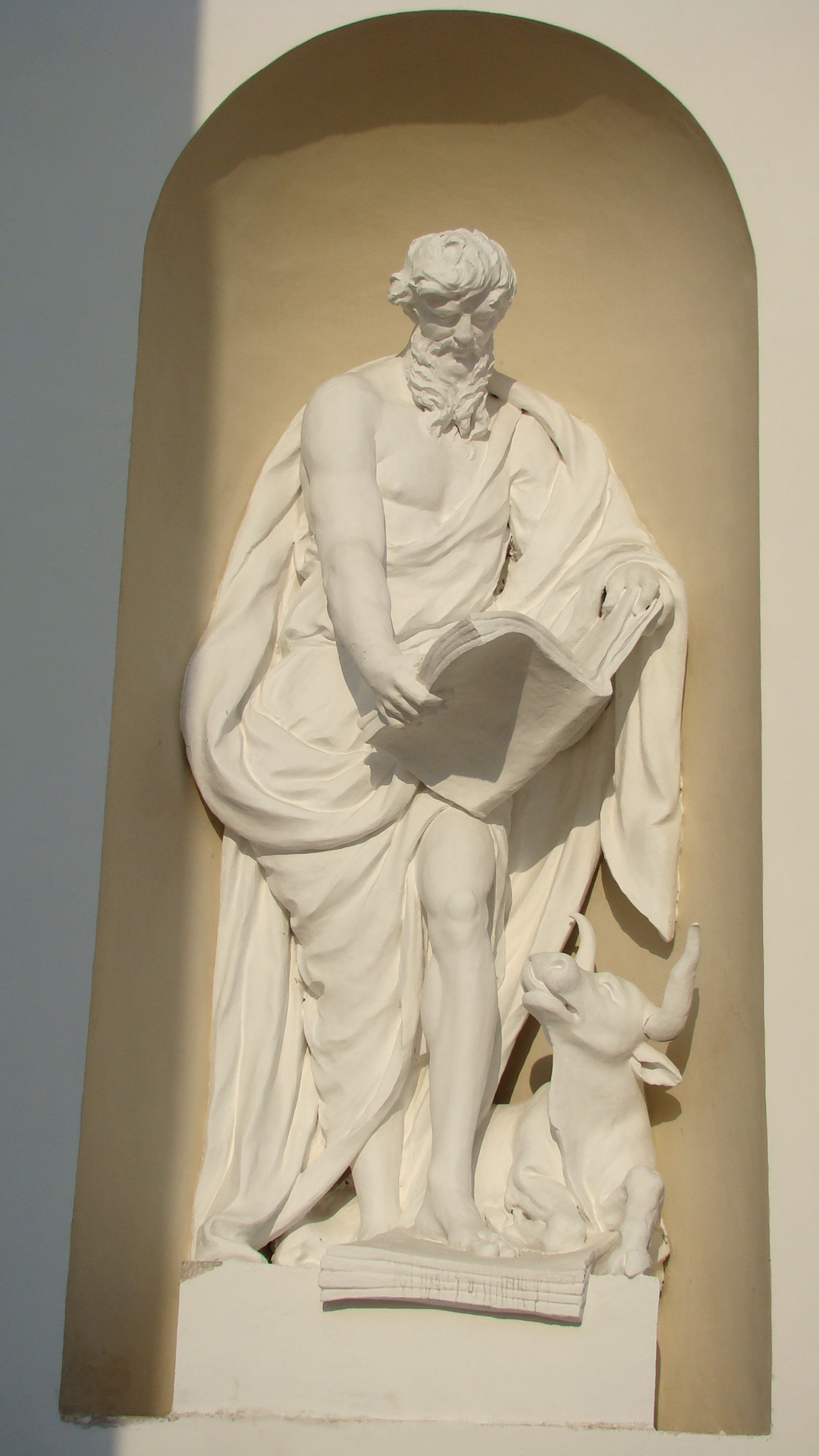
Fasada katedry w Wilnie: apostoł Łukasz
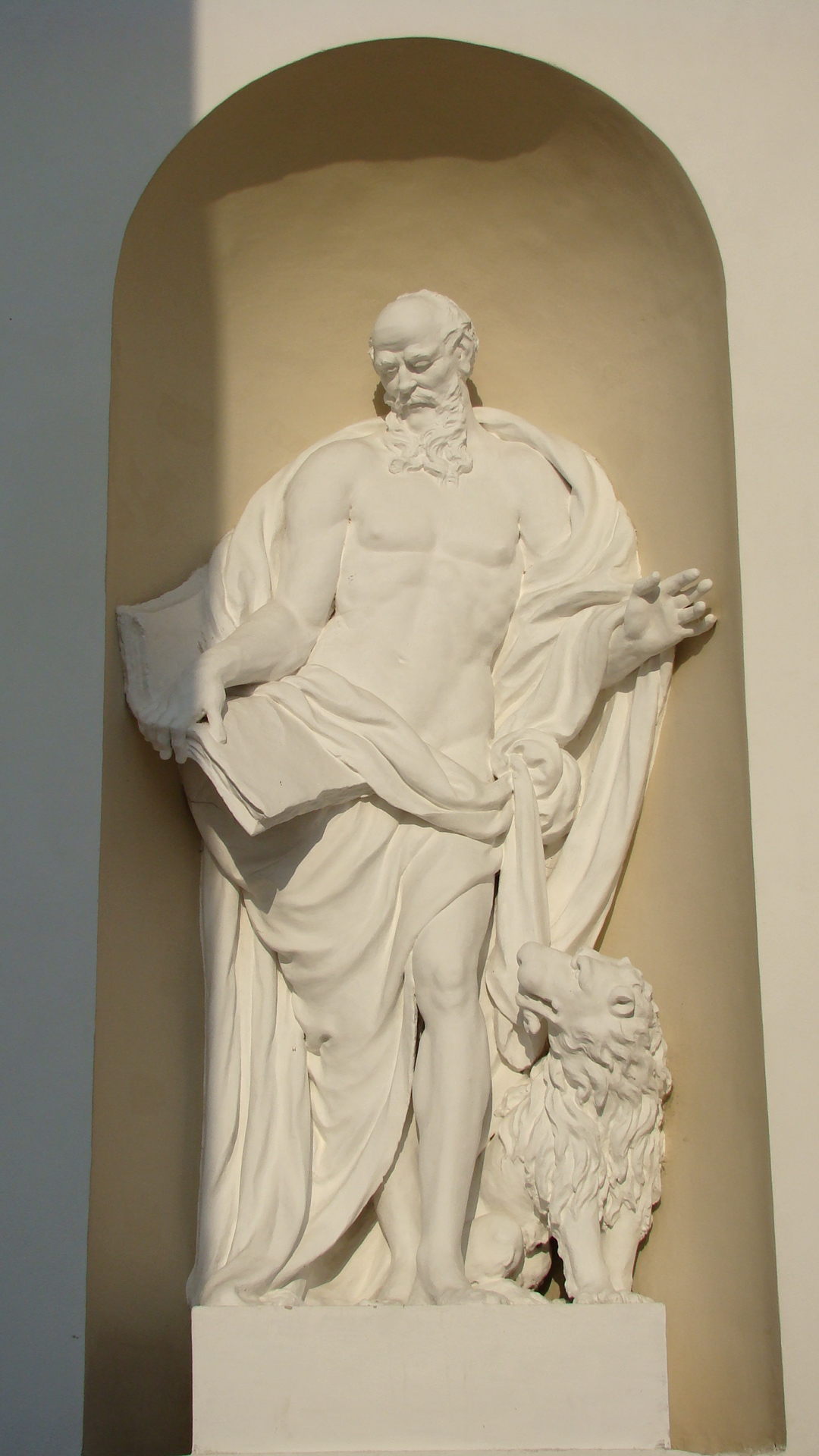
Fasada katedry w Wilnie: apostoł Marek
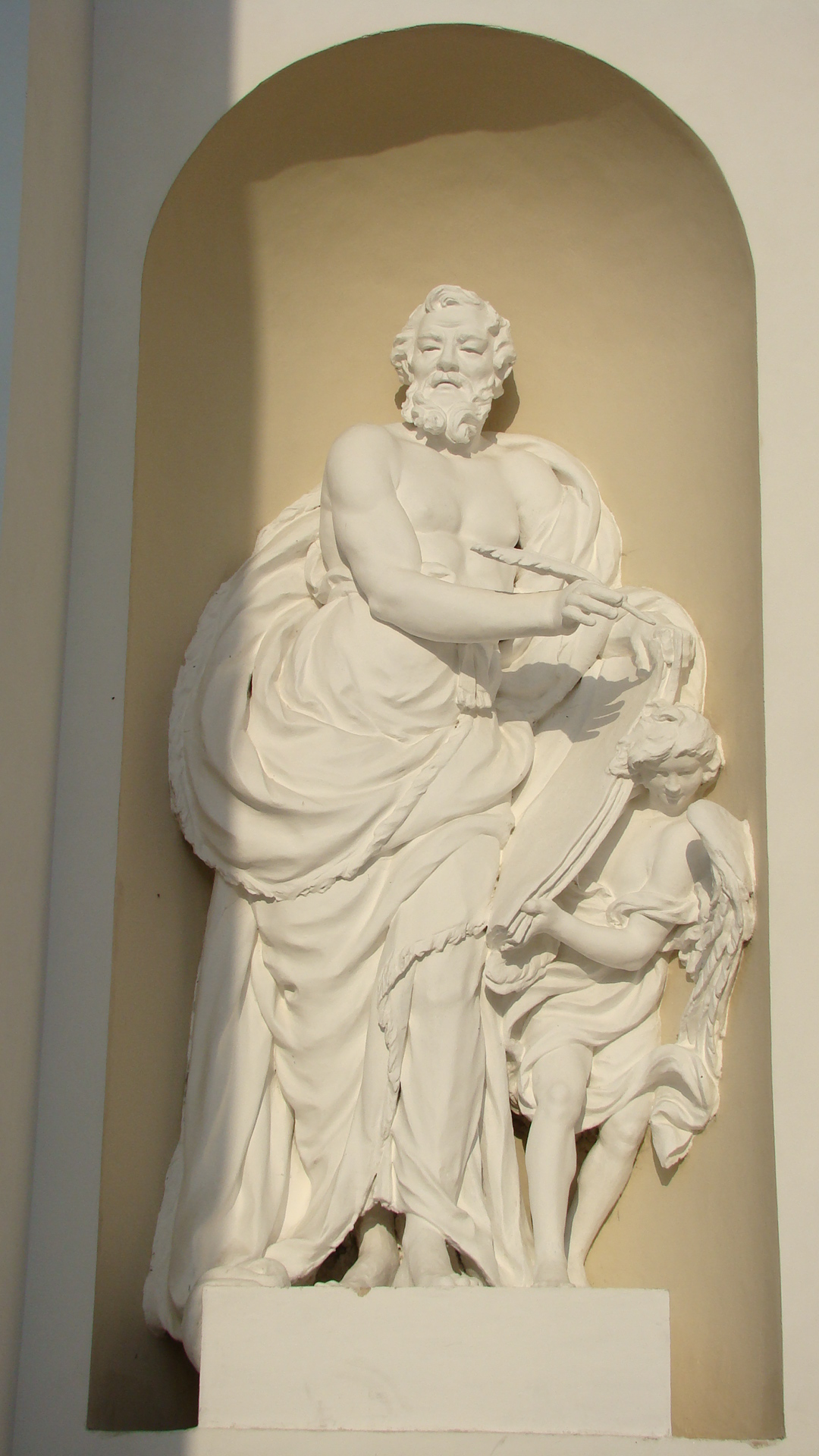
Fasada katedry w Wilnie: apostoł Mateusz
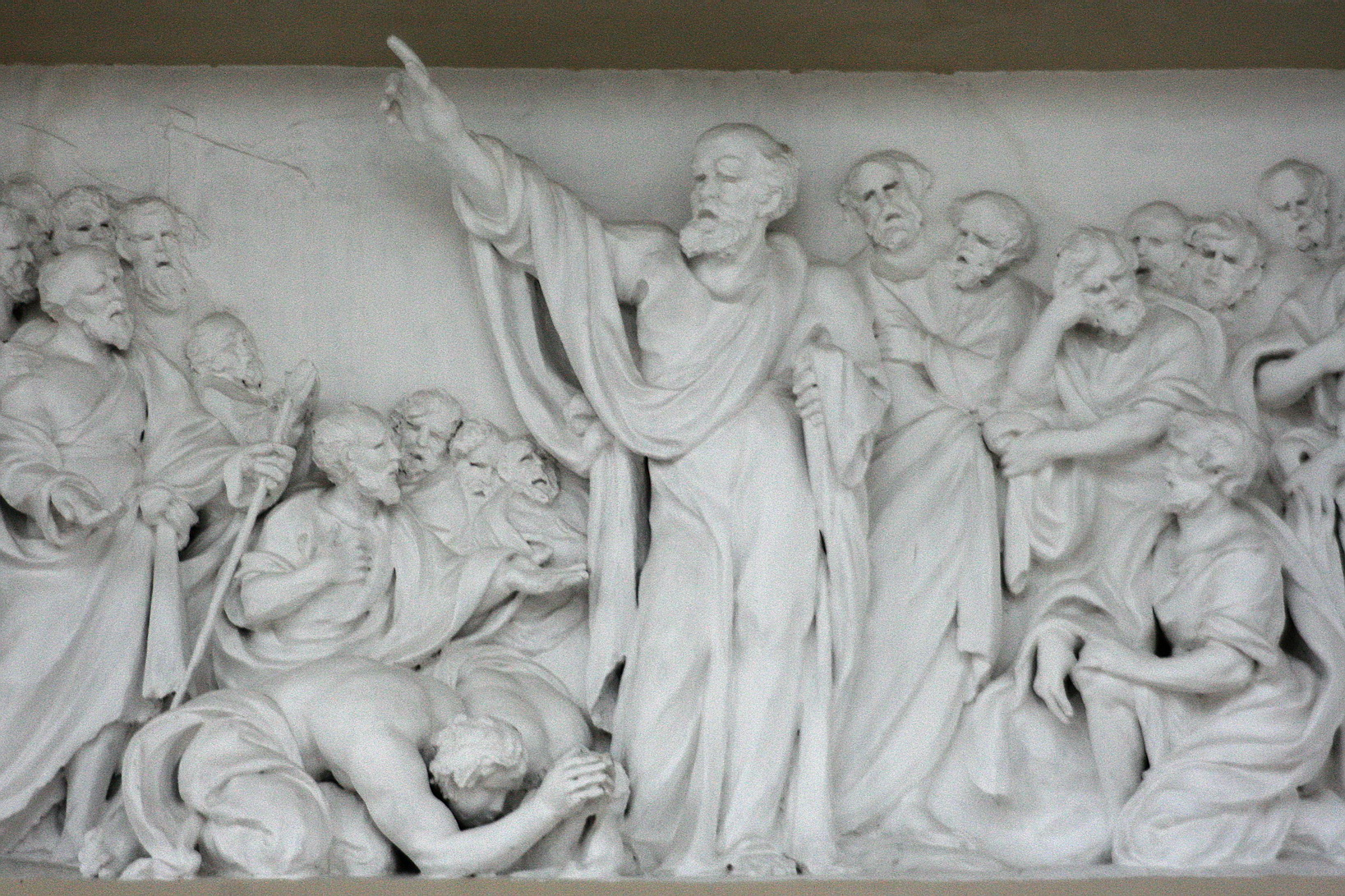
Fasada katedry w Wilnie: fryz nad wejściem
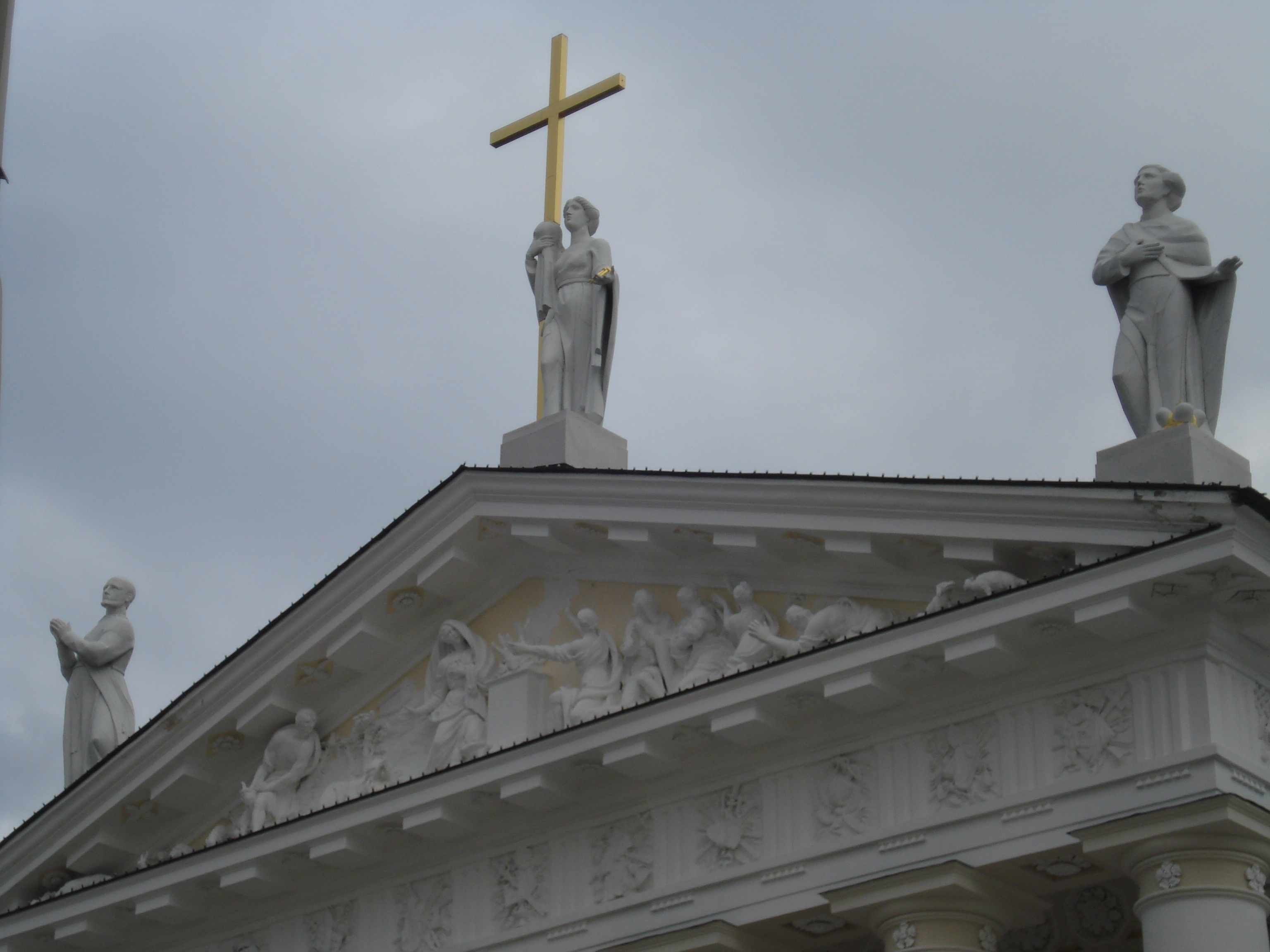
Fasada katedry w Wilnie: płaskorzeźba "Ofiara Noego" w tympanonie